# Katedra w Rydze
Katedra w Rydze pw. Najświętszej Maryi Panny (łot. Rīgas Doms) – protestancka katedra w Rydze. Została zbudowana w początkach XIII w. nad rzeką Dźwiną. Obecnie pozostaje największą średniowieczną świątynią krajów bałtyckich. Wieża katedry ma aktualnie 90 m wysokości.

## Historia
Uroczystości poświęcenia kamienia węgielnego pod budowę kościoła przez biskupa Alberta odbyły się 25 lipca 1211 roku. Kościół był pierwotnie zbudowany jako gotycki kościół halowy, później został przebudowany do formy bazyliki. Jego wieża już wówczas była najwyższą wieżą w Rydze. Pierwotnie był to katolicki kościół pod wezwaniem Najświętszej Maryji Panny. Od 1524 r. jest świątynią Ewangelicko-Luterańską. W 1547 roku, w niedzielę, w przededniu Zielonych Świątek, w wyniku pożaru spłonęła i zapadła się do środka wieża kościoła. Odbudowano ją w 1595 r., a na jej szczycie ustawiono koguta. W 1710 r., podczas oblężenia Rygi przez wojska rosyjskie, poważnie uszkodzony został dach kościoła. Odbudowano go w następnych latach.

## Architektura i wyposażenie
Kościół ma formę trójnawowej bazyliki o prostokątnym prezbiterium z niską, półkolistą apsydą. Wnętrze nakryte sklepieniem krzyżowo-żebrowym. Od zachodu do nawy przylega monumentalna, wielokondygnacyjna wieża o zróżnicowanej artykulacji i ozdobnych fryzach.
Po bitwie pod Kircholmem na rozkaz hetmana Chodkiewicza w chórze katedry pochowany został wódz szwedzki Anders Lennartsson.
Podczas odbudowy po pożarze z 1710 r. kościół, przy zachowaniu gotyckich murów, przybrał powoli szatę barokową. Nowy, barokowy dach ukończono w 1727 r. We wnętrzu zwraca uwagę ambona z początku XVIII w. w stylu manieryzmu niderlandzkiego.
W katedrze znajdują się ogromne organy organmistrza Eberharda Friedricha Walckera z 6768 piszczałkami o trakturze mechanicznej, datowane na lata 1883–1884.

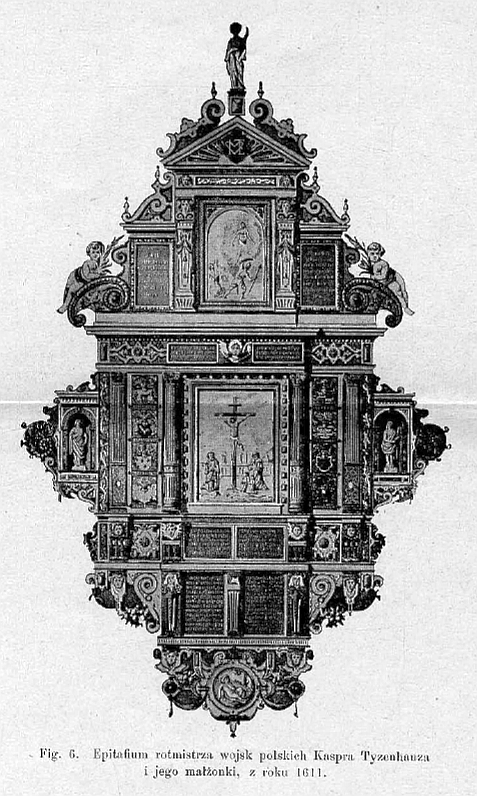
Nagrobek z 1611 roku rotmistrza wojsk polskich Kacpra Tyzenhausa i jego żony w Kaplicy Oblubieńców (Brauts Kapelle)
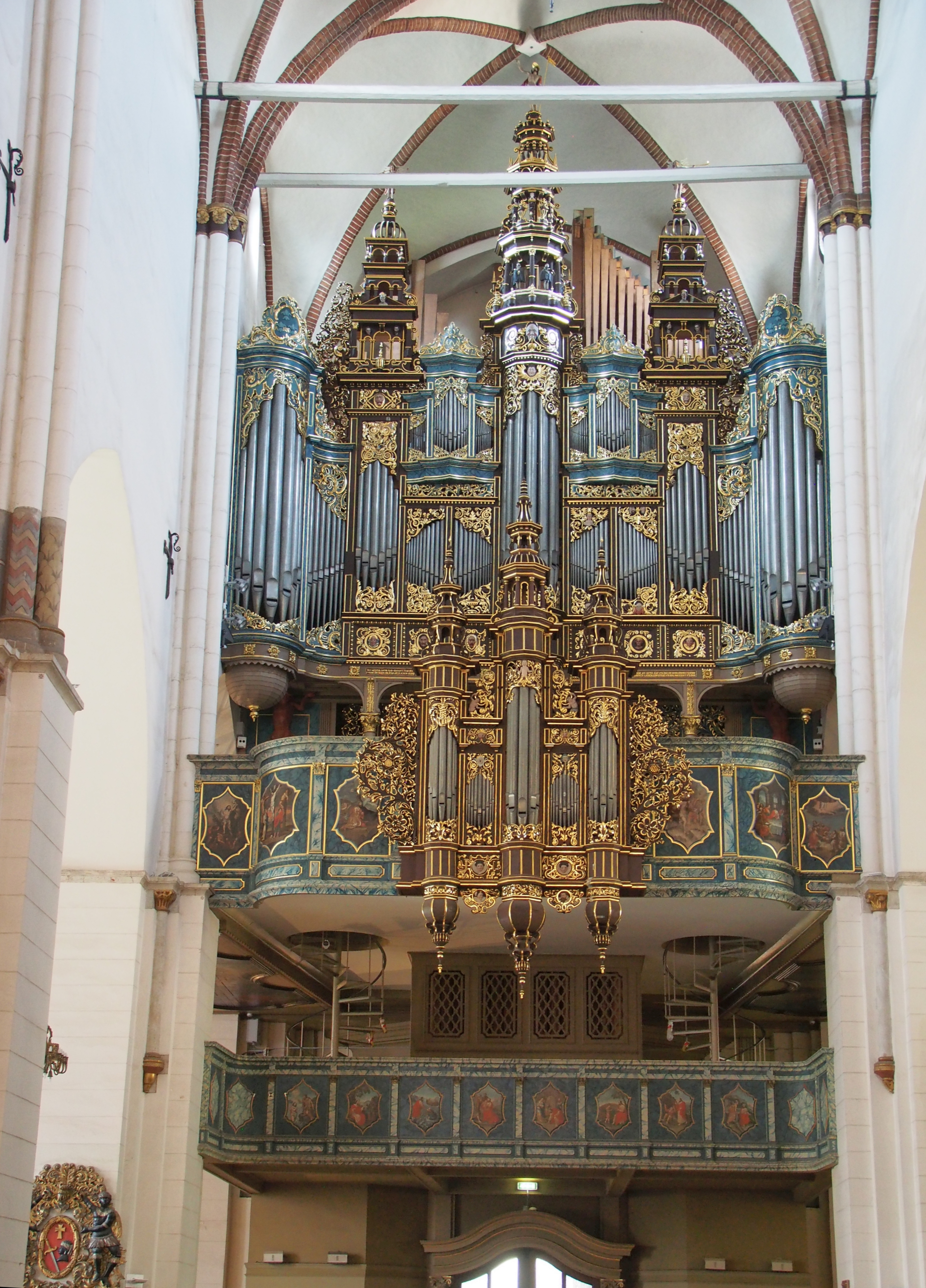
Organy
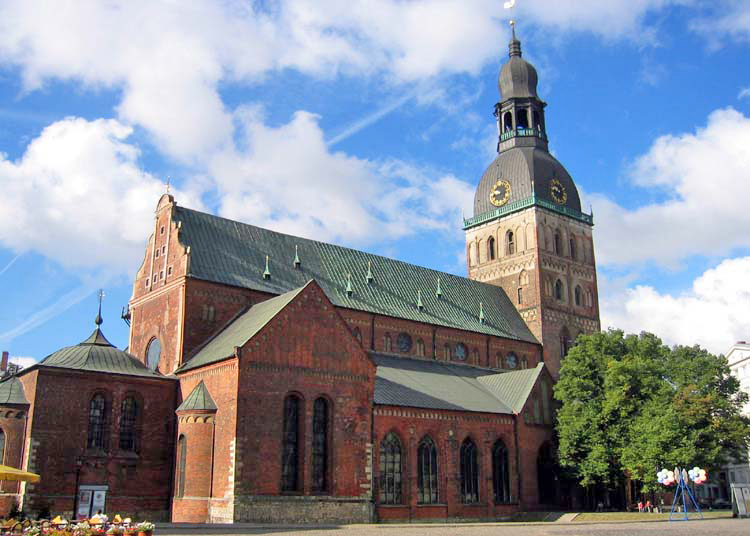
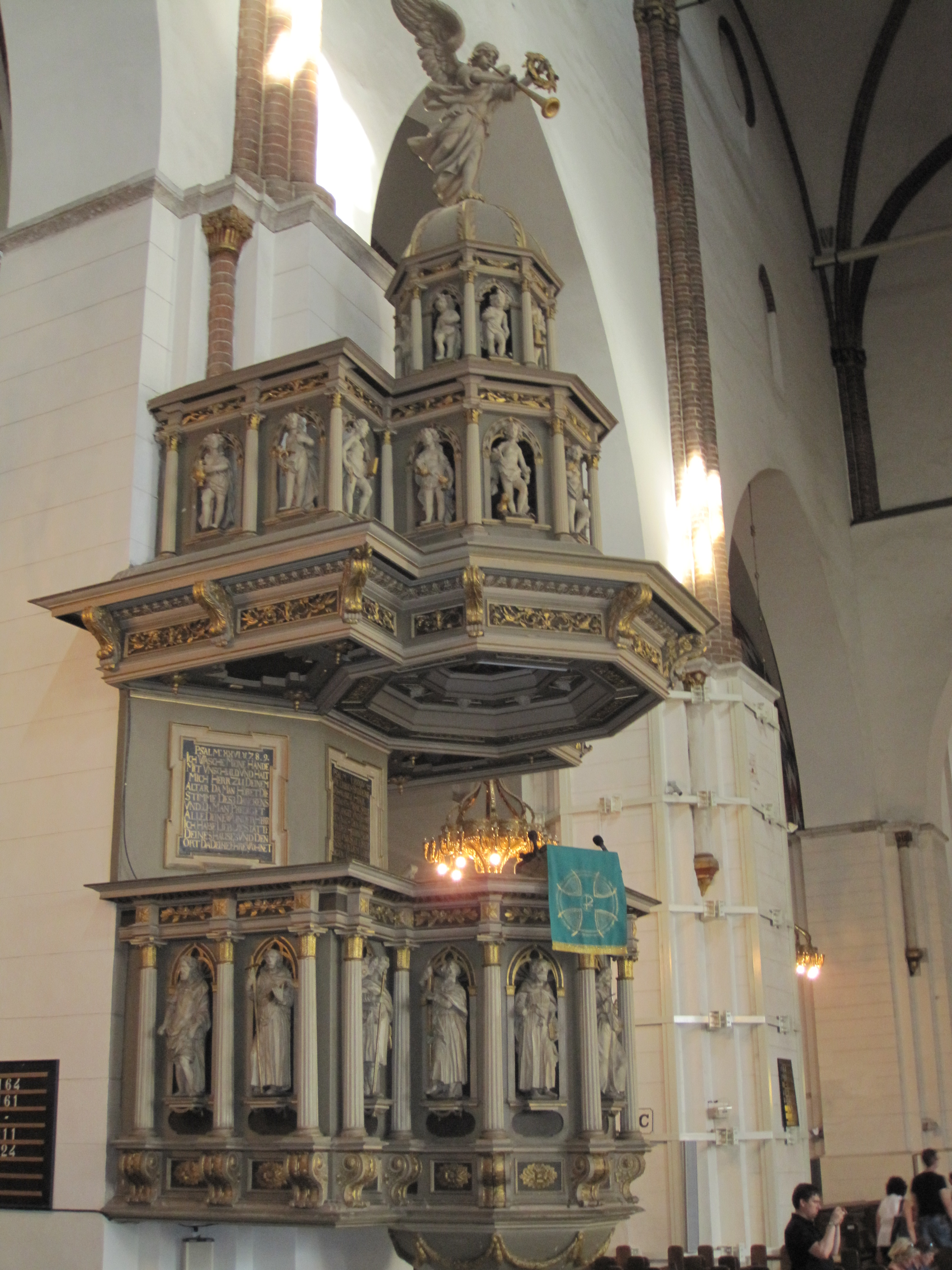
Ambona
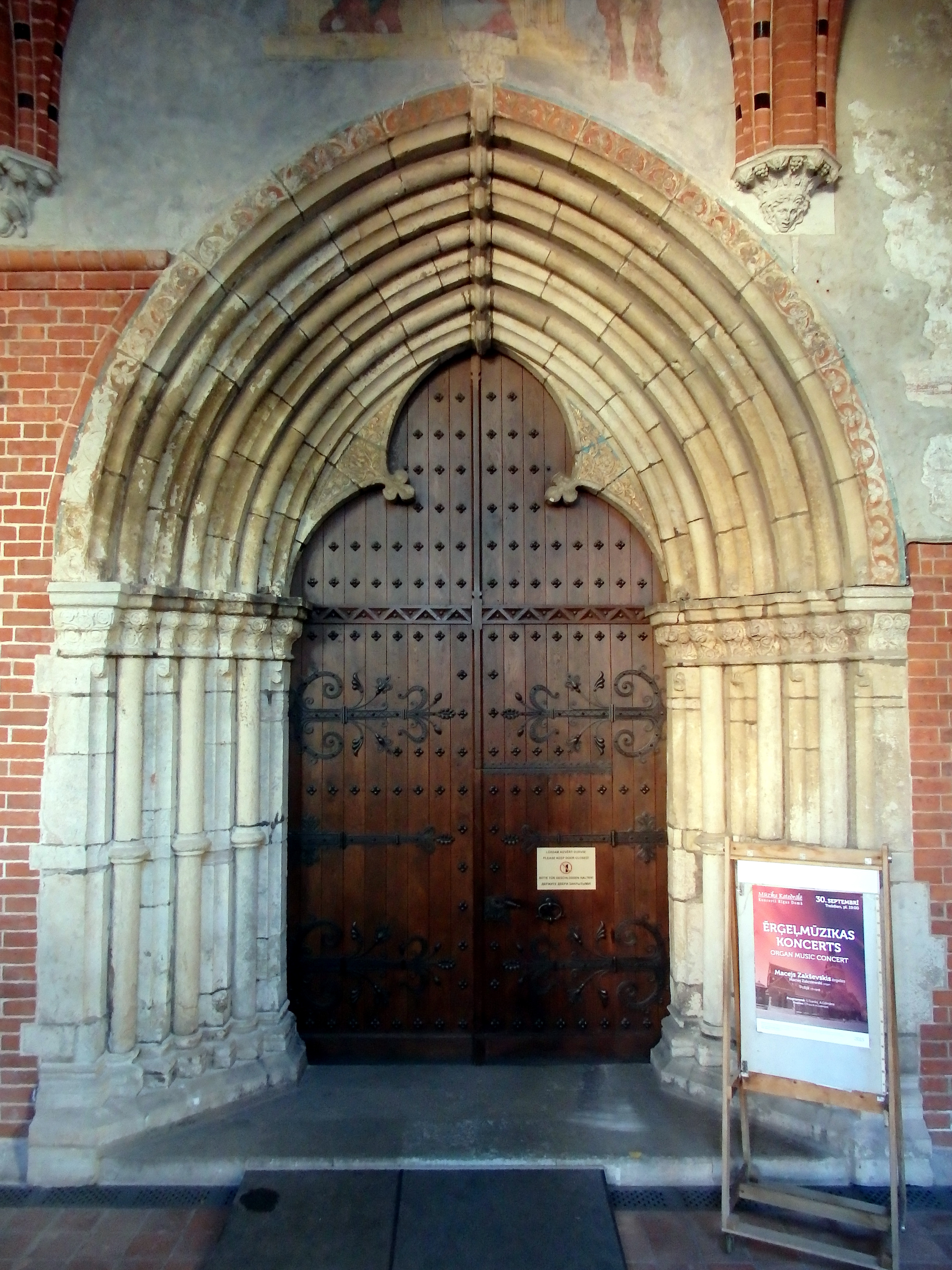
Portal gotycki